# Kunzang Choden (Autorin)

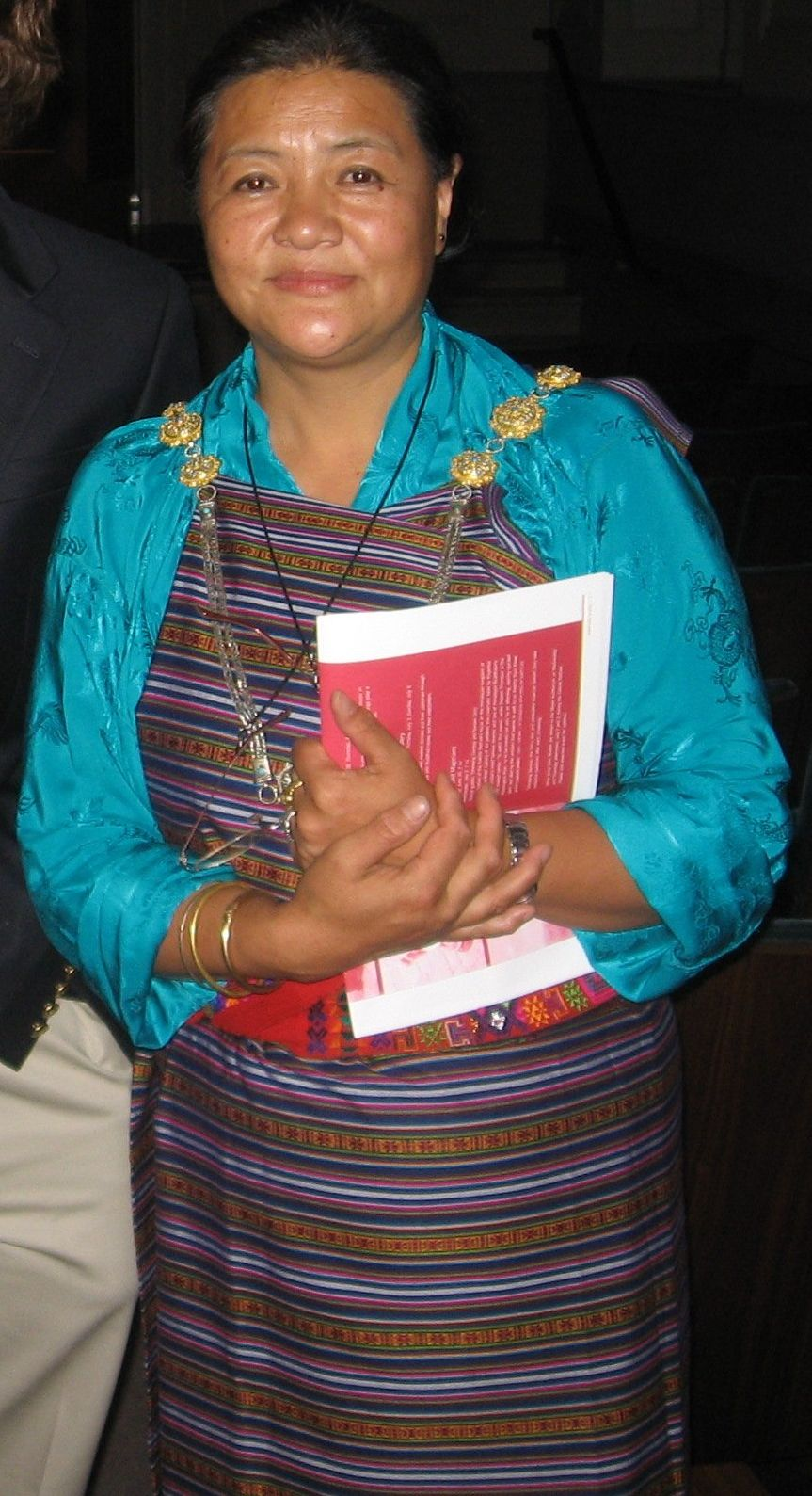
Kunzang Choden bei einer Buchlesung (2008)

Kunzang Choden (bhutanisch ཀུན་བཟང་ཆོས་སྒྲོན།; geb. 1952 in Tang Gewog) ist eine bhutanische Autorin und Verlegerin.

## Biographie
Kunzang Choden kam 1952 im Tang Gewog im zentralbhutanischen Dzongkhag Bumthang zur Welt. Ihre Eltern waren feudale Grundbesitzer. Im Alter von neun Jahren schickte ihr Vater sie zur Schule nach Indien, wo sie Englisch lernte. Sie erwarb jeweils einen Bachelor in Psychologie am Indraprastha College in Delhi und in Soziologie an der University of Nebraska-Lincoln. Sie arbeitete für das Entwicklungsprogramm der Vereinten Nationen (UNDP) in Bhutan. Sie und ihr Schweizer Ehemann leben aktuell [2024] in der Hauptstadt des Himalaya-Königreichs Thimphu.
2005 veröffentlichte Choden mit The Circle of Karma ihren ersten Roman. Er spielt in den 1950er Jahren, der Anfangsphase der durch das Königshaus angestoßenen Modernisierung in Bhutan. Die Hauptfigur, eine bhutanische Straßenbauerin, ist gezwungen, sich sowohl mit den traditionellen, restriktiven Geschlechterrollen des vormodernen Bhutan als auch mit den neuen Formen des Sexismus auseinanderzusetzen, die sich entwickelten, als Männer wirtschaftliche Freiheit erlangten. Choden war mit der Veröffentlichung die erste Bhutanerin, die einen Roman auf Englisch schrieb.
2012 gründeten Choden und ihre Familie den Verlag Riyang Books in Thimphu.
Während der COVID-19-Pandemie 2020 in Bhutan machte Chodens Tochter, die Filmemacherin Dechen Roder, Videoaufnahmen von ihrer Mutter, die ihre Geschichten vorlas, und veröffentlichte sie auf YouTube für Kinder, die während der Ausgangssperre zu Hause festsaßen.
Von etwa 2000 an arbeiteten Kunzang Choden und ihre Familie an der Renovierung ihres Stammhauses Ogyen Choling, einem Herrenhaus und einem religiösen Zentrum. Das Herrenhaus mit dem angrenzenden Tempel und allen darin befindlichen Artefakten und Schätzen wurde unter der Obhut der Ogyen Choling Foundation, einer in Bhutan eingetragenen zivilgesellschaftlichen Organisation, zu einem kulturellen Erbe gemacht. Heute ist Ogyen Choling ein beispielhaftes Museum des traditionellen Lebens in Bhutan in der Vergangenheit. Die Ogyen Choling Foundation betreibt auch Gemeinschaftsprojekte wie eine Kindertagesstätte, vergibt Bildungs-Preise in örtlichen Schulen und fördert das Kunsthandwerk.
2023 wurde Choden mit dem SAARC Literature Award ausgezeichnet.

## Bibliographie
- Folktales of Bhutan (1994) ISBN 974-8495-96-5
- Bhutanese Tales of the Yeti (1997) ISBN 1-879155-83-4
- Dawa: The Story of a Stray Dog in Bhutan (2004) ISBN 99936-644-0-5
- The Circle of Karma (2005) ISBN 81-86706-79-8
- Chilli and Cheese – Food and Society in Bhutan (2008) ISBN 978-974-480-118-0
- Tales in Colour and other stories (2009) ISBN 978-81-89884-62-8
- Membar Tsho – The Flaming Lake (2012) ISBN 99936-899-1-2

## Weiterführende Literatur
- Chaubey, Ajay K et al. Women Writers of the South Asian Diaspora. Jaipur: Rawat, 2020